# ایفورترند
ایفورترند (انگلیسی: Infortrend) شرکت سخت‌افزار تایوانی است، که در سال ۱۹۹۳ تأسیس شد.